# Templul cerului
Informații suplimentare: Monumente din Pekin

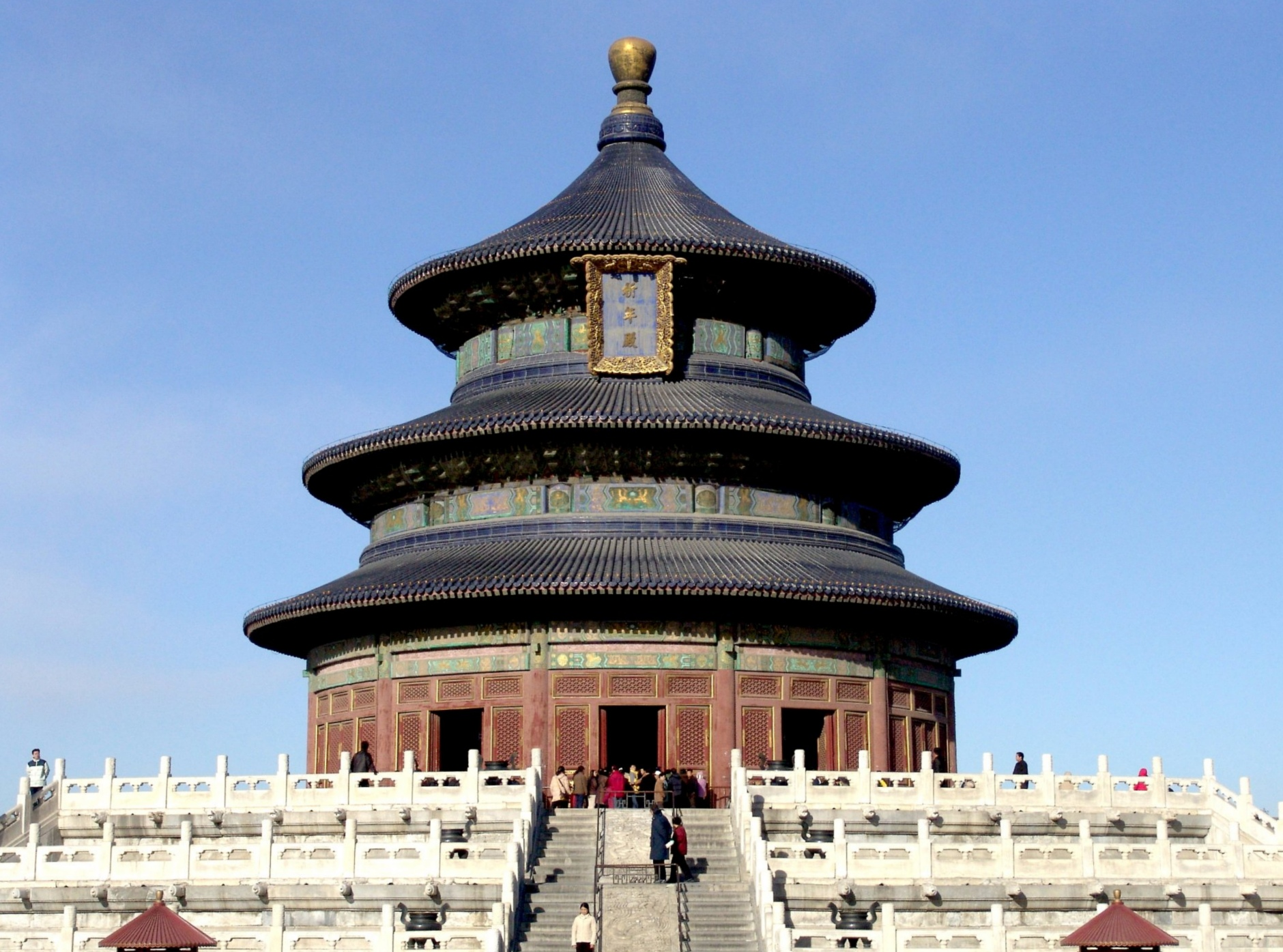
Templul cerului

Templul cerului sau literal Altarul cerului (în chineză simplificată: 天坛; chineză tradițională: 天壇; pinyin: Tiāntán) este un complex de clădiri taoiste în sudul Beijingului. Acesta era vizitat de către împărații dinastiilor Ming și Qing pentru ceremonii anuale de rugăciune către Cer pentru o recoltă bună. Este privit ca un templu taoist, deși venerarea Cerului în special de către împărat datează dinaintea taoismului.

## Istorie
Complexul, numit inițial Templul cerului și al pământului, a fost construit între 1406 și 1420, pe vremea Împăratului Yongle, responsabil și de construcția Orașului interzis sau Palatul Imperial Chinezesc. Complexul a fost extins și numit Templul cerului în timpul Împăratului Jiajing, în secolul XVI. Acesta a mai construit încă trei temple: Templul soarelui în est, Templul pământului în nord, și Templul lunii în vest. Templul cerului a fost renovat în secolul XVIII sub Împăratul Quianlong și între anii 2005-2007 cu ocazia pregătirilor pentru Jocurile Olimpice de vară din 2008.
Templul Cerului a fost înregistrat patrimoniul mondial UNESCO în 1998.

## Clădiri
Mauricio Percara, un jurnalist din Beijing, a explicat în articolul său "Templulcerului: reuniunea Paradadise" că simbolistica este destul de descriptiv și există patru piloni principalecare reprezintă anotimpurile anului, 12 piloni interior simboliza luni șidoisprezece în afara piloni simbolizeaza doisprezece doce pilares exterioresaluden o veghe de las 12 a zilei. Și un dragon de aur, în sală, aduce onoare alîmpăratului."[http://espanol.cri.cn/861/2015/03/21/1s344169.htm "Temple of Heaven: meeting the Paradadise (El Templo del Cielo: un encuentro con el Paraíso)", Mauricio Percara (2015)]